# Nixieliste
In einer Nixieliste werden alle postalischen Adressen gesammelt, die nicht zustellbar oder unvollständig sind. Typischerweise wird für Massenmailings der Adressbestand gegen die Einträge solcher Nixielisten sowie ggf. einer Robinsonliste geprüft. Die Begriffe Nixie sowie Nixielist sind in den USA durch die Bundespost United States Postal Service (USPS) fest verankert. Die USPS aktualisiert wöchentlich ihre Nixieliste.
Auch Adressverlage führen Listen von Nixie-Adressen. Sie enthalten Einträge, die als Adressaten für Werbung als ungeeignet eingeschätzt werden. Hierbei kann es sich um Adressen von Gefängnissen, Notunterkünften für Obdachlose oder von Haushalten handeln, deren Zahlungsverhalten als problematisch angesehen wird. Diese Adressen können vor einer Werbeaktion in einem Waschabgleich aus dem Adressatenkreis eliminiert werden.